# Disposició del motor

Il·lustració de tres tipus de configuracions:a: motor en línia (L),b: motor a (V),c: motor VR6.

Hi ha diverses formes de disseny, construcció i  disposició del motor  de combustió interna.

## Disposició dels cilindres

### En V
Una altra disposició és el  motor en V . En ell els cilindres s'agrupen en dues  bancades  o  files  de cilindres formant una lletra V que convergeixen en el mateix cigonyal. En aquests motors l'aire d'admissió és succionat per dins de la V i els gasos d'escapament expulsats pels laterals. L i R
S'usa en motors a partir de sis cilindres, sobretot en automòbils de tracció davantera, ja que escurça la longitud del motor a la meitat. L'obertura de la V varia des de 54º o 60º fins a 90° o 110º encara que les més habituals són 90° i 60º. El motor VR6 de Volkswagen és un V6 de tot just 15 º d'obertura, que permet reduir lleugerament la longitud del motor (en disposició transversal).
- Els motors amb disposició en V més comuns són els següents:
  - V6
  - V8
  - V10
  - V12

### Cilindres en oposició

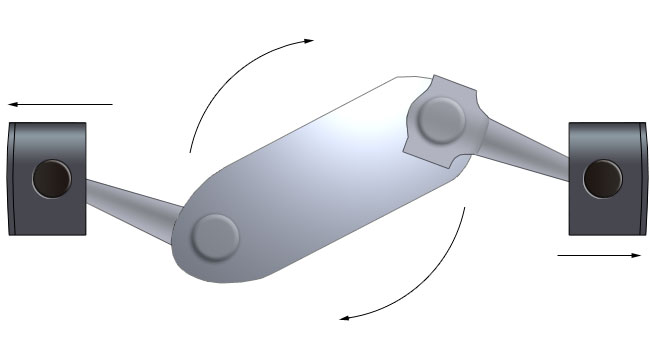
Diagrama de cilindres en oposició d'un motor boxer, patentat per primera vegada per Karl Benz en 1896.

Hi ha tres tipus diferents de motors amb cilindres en oposició, comunament referits al terme en anglès  flat-Cylinder engine :
1. El motor boxer
2. El ' motor en V de 180° ,
3. El motor de cilindres horitzontalment oposats.

Erròniament es tendeix a parlar indistintament d'aquests tres tipus de motor amb cilindres en oposició o confondre'ls entre si. A Alemanya, el terme  boxermotor  és un grup en el qual el  motor boxer  i el motor amb V en 180 º es prenen com una mateixa disposició.
- El  motor boxer  és l'utilitzat en els Volkswagen Escarabat, Volkswagen Kombi, el Porsche 911, i és molt usat actualment per Subaru (en l'Impreza, Legacy, etc.) i tenen en general entre 4 i 6 cilindres.
- El ' motor en V de 180° , de configuració molt similar al motor boxer, és usat per algunes edicions especials de Ferrari i Alfa Romeo. La diferència bàsica és que ocasionalment, els motors amb V en 180 º no usen un monyó llarg com en el boxer, sinó que les bieles comparteixen la mateixa posició en el cigonyal, fent que mentre un pistó s'acosta al cigonyal l'altre s'allunyi, oposat al que succeeix en el Boxer en què els pistons s'allunyen i s'apropen al mateix temps. La V de 180° s'usa en motors de més de 8 cilindres on ha resultat més efectiva, mentre que el boxer s'usa en parells amb menys de 6 cilindres i per això s'han associat mútuament com un mateix tipus de disposició.
- El  motor de cilindres horitzontalment oposats  un altre nom per Oxer.

L'avantatge d'aquests tres tipus de motors amb cilindres en oposició és que tenen una alçada menor i el centre de gravetat més baix que el dels seus parells en línia i en "V", té una disposició més compacta, i els seus elements en ser de menor longitud garanteixen major estabilitat. La principal desavantatge dels motors Boxer és el seu major cost de desenvolupament i fabricació perquè necessita major quantitat de peces. Els motors boxer presenten vibracions molt menors als motors en línia, ja que el centre de massa roman invariable a través d'una revolució del motor; només els moments de segon ordre es mouen en girar el volant.
Els motors Boxer s'han muntat en motocicletes a més de cotxes. S'ha muntat en tota la saga de motocicletes BMW tant de trail, carretera, i esportives. Motors bicilíndric de boxer que superen el litre de cilindrada.
Mentrestant i de forma menys exclusiva, els motors de cilindres horitzontalment oposats s'han usat des de finals dels anys trenta en milers d'aeronaus petites, i han patit lleugeres millores igual que tots els motors a pistó, com ara el sistema d'injecció o els cada vegada més eficients sistemes de sobrealimentació, però són motors que presenten una configuració de vàlvules a la culata (OHV) i una relativa baixa compressió (usualment 6.6:1) en comparació amb motors d'automoció moderns, ja que són usats sota un altre tipus de condicions, així mateix, no s'han produït motors d'aviació que tinguin turbocargador de geometria variable com es desenvolupa des de mitjans de la dècada dels vuitanta per a automòbils, i el cicle Dièsel en aquests motors es troba en fase experimental.

### Forma radial o en estrella
En aquest grup es troben dos tipus de motors, tots dos amb disposició radial dels cilindres: els motors de tipus  radial  i els motors de tipus  rotatiu , utilitzats ambdós principalment en els motors d'aviació i com a motors estàtics. La diferència entre ambdós és que els motors de tipus radial mantenen el bloc fix, girant el cigonyal al seu interior, mentre que els de tipus rotatiu, el cigonyal roman fix i és el bloc sencer el que gira.

### Forma de H
També hi ha la disposició en H, la qual és una mena d'hibridació de dos motors amb cilindres en oposició amb l'ús de dos cigonyals, i queda una bancada per sobre de l'altra que generen potència per a un sol eix de transmissió intermedi entre els dos cigonyals.

### Forma de W
Una altra disposició és en  W  que és una espècie de doble V combinada en tres o quatre bancades de cilindres i un cigonyal, que data de la dècada de 1920, i són usades en alguns vehicles moderns del Grup volkswagen, com l'Audi A8, el Volkswagen Touareg o el Volkswagen Phaeton.

## Orientació del motor
L ' orientació  pot ser longitudinal o transversal, és a dir que l'eix del motor està col·locat al llarg o al llarg del sentit de circulació de l'automòbil respectivament.
A principis del segle xx, l'orientació habitual era  longitudinal , ja que la tracció s'enviava del motor davanter a l'eix posterior mitjançant un eix cardan disposat de manera longitudinal. Aquesta disposició es va mantenir fins a quan va començar a generalitzar-se la tracció davantera. No obstant això, els automòbils de luxe i automòbils tot terreny solen seguir utilitzant motor longitudinal.

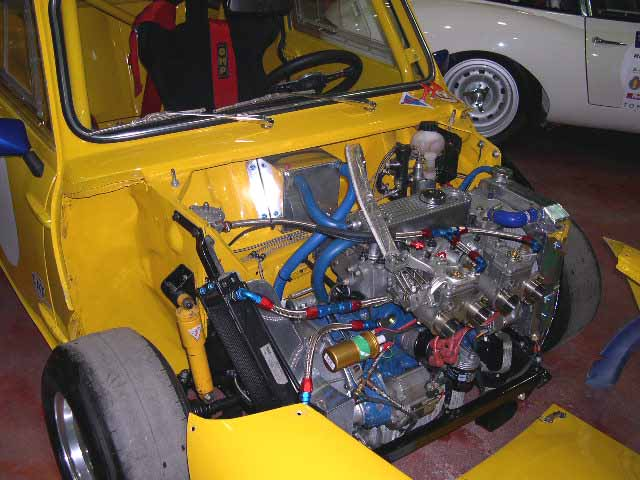
Un Mini Cooper, un dels precursors del motor transversal.

El motor  transversal  permetre entre d'altres l'Mini estalviar prou espai en favor dels ocupants i aquesta disposició és la més habitual avui en dia en els vehicles "tot endavant" (tracció i motor davanters), això permet que l'habitacle es trobi en una posició més baixa i còmoda a l'accés, i també permet que el pis no es vegi afectat per l'espai que ocupa el cardan de transmissió. L'orientació transversal també s'usa en automòbils amb motor i tracció posterior encara que menys habitualment, ja que el guany d'espai no és tan important en un automòbil d'aquestes característiques (que sol ser esportiu).
En els automòbils amb tracció a les quatre rodes es fa servir un motor longitudinal i la tracció de l'eix davanter part de l'eix de distribució o cardan, o es deriva un eix transmissor des de l'eix davanter al darrere quan s'usa un motor transversal.

## Posició

### Davantera
La posició  del motor més habitual és al davant, el que es coneix com a  motor davanter . Aquesta posició aprofita millor l'espai per a passatgers, ja que el gir de les rodes restaria espai si el maleter estigués davant. A més a més permet una millor refrigeració del motor, perquè pot rebre el vent quan avança.

### Posterior
Els  motors darrere  s'utilitzen en automòbils esportius com els Porsche 911 (excepte en els populars Volkswagen Escarabat o en els Fiat 500, Cinquecento ...), ja que la tracció millora en carregar més pes sobre les rodes motrius. Habitualment cal incorporar obertures laterals per a la refrigeració del motor.

### Central
Si el motor està entre els eixos davanter i posterior, la seva posició és  central . Més precisament, un motor  central davanter  se situa per darrere de l'eix davanter i endavant de l'habitacle, i un motor  central del darrere  està darrere de l'habitacle i per davant de l'eix posterior.
La disposició central del motor permet un repartiment més equilibrat de massa entre els dos eixos, el que requereix menys inèrcia per començar i deixar de girar. Per això s'utilitza especialment en automòbils de carreres.
La disposició central no és absolutament central, el que s'intenta és que el motor estigui entre els eixos, allargant el morro en els central-davanters, o posant el motor davant de l'eix posterior en els central-del darrere.